# Patxi Bolaños
Francisco Bolaños Carcelén, detto Patxi (Durango, 24 dicembre 1961), è un ex calciatore spagnolo di origini basche.

## Carriera
Cresciuto nella cantera dell'Athletic Bilbao, esordisce con il Bilbao Athletic nella stagione 1979-1980. Due anni dopo viene promosso in prima squadra, debuttando in Primera División spagnola il 19 settembre 1981 nella partita Atlético Madrid-Athletic (2-0). Milita quindi per cinque stagioni con i rojiblancos con cui vince uno scudetto ed una Coppa del Re.
Nel 1985 passa al Cadice e l'anno successivo con il Figueres, con cui conclude la carriera cinque anni più tardi.

## Palmarès

### Club

#### Competizioni nazionali
- Campionato spagnolo: 2

Athletic Club: 1982-1983, 1983-1984
- Coppa di Spagna: 1

Athletic Club: 1984
- Supercoppa di Spagna: 1

Athletic Bilbao: 1984